# Espace de de Sitter
En mathématiques, l’espace de de Sitter est un espace maximalement symétrique en quatre dimensions de courbure positive en signature {\displaystyle (-,+,+,+)\,}. Il généralise en ce sens la 4-sphère au-delà de la géométrie euclidienne.
L'éponyme de l'espace de de Sitter est Willem de Sitter qui l'a proposé en 1917,. La dimension 4 est très utilisée car elle correspond à la relativité générale. En fait, il existe[réf. à confirmer] en dimension entière {\displaystyle n;n\geq 1}.

Un espace de de Sitter 2 (hyperboloïde à une nappe). La coordonnée temporelle est verticale.

## Construction
On peut définir l'espace de de Sitter comme une sous-variété d'un espace de Minkowski généralisé à une dimension supplémentaire. Considérons l'espace de Minkowski R1,n muni de la métrique standard :
{\displaystyle ds^{2}=-dx_{0}^{2}+\sum _{i=1}^{n}dx_{i}^{2}.}
L'espace de de Sitter est la sous-variété décrite par l'hyperboloïde à une nappe
{\displaystyle -x_{0}^{2}+\sum _{i=1}^{n}x_{i}^{2}=\alpha ^{2}}
où {\displaystyle \alpha } est une constante non nulle. La métrique dans un espace de de Sitter est celle induite par la métrique de Minkowski ambiante. Elle est non dégénérée, de signature lorentzienne. (Remarque : si l'on remplace {\displaystyle \alpha ^{2}} par {\displaystyle -\alpha ^{2}} dans la définition ci-dessus, on obtient un hyperboloïde à deux nappes. La métrique induite est dans ce cas définie positive, et chaque nappe constitue un exemplaire d'un espace hyperbolique de dimension n. Pour une démonstration détaillée, voir géométrie de l'espace de Minkowski.)
Topologiquement, l'espace de de Sitter est R × Sn−1 (de telle sorte que, si n ≥ 3 alors l'espace de de Sitter est simplement connexe).

## Propriétés
Le groupe d'isométrie de l'espace de de Sitter est le groupe de Lorentz O(1, n). La métrique possède donc n(n + 1)/2 vecteurs de Killing indépendants et possède une symétrie maximale. Tout espace à symétrie maximale a une courbure constante.
Le tenseur de courbure de Riemann de l'espace de de Sitter est donné par, :
{\displaystyle R_{\rho \sigma \mu \nu }={\frac {1}{\alpha ^{2}}}\left(g_{\rho \mu }g_{\sigma \nu }-g_{\rho \nu }g_{\sigma \mu }\right)}.
L'espace de de Sitter est une variété d'Einstein puisque le tenseur de courbure de Ricci est proportionnel à la métrique :
{\displaystyle R_{\mu \nu }={\frac {n-1}{\alpha ^{2}}}g_{\mu \nu }}.
Cela signifie qu'en relativité générale, l'espace de de Sitter est solution de l'équation d'Einstein dans le vide, avec une constante cosmologique positive donnée par, :
{\displaystyle \Lambda ={\frac {(n-1)(n-2)}{2\alpha ^{2}}}}.
La courbure scalaire de l'espace de de Sitter est donnée par, :
{\displaystyle R={\frac {n(n-1)}{\alpha ^{2}}}={\frac {2n}{n-2}}\Lambda }.
Dans le cas {\displaystyle n=4}, on obtient {\displaystyle \Lambda ={\frac {3}{\alpha ^{2}}}} et {\displaystyle R=4\Lambda ={\frac {12}{\alpha ^{2}}}}.